# Eerste divisie (mannenhandbal) 1994/95
De eerste divisie is de op een na hoogste afdeling van het Nederlandse handbal bij de heren op landelijk niveau. In het seizoen 1994/1995 promoveerden Kolping en Bevo Heldia Combinatie naar de eredivisie. Nijenrodes, Jahn II, Loreal en Hermes degradeerden naar de tweede divisie.

## Opzet
- De kampioenen promoveren rechtstreeks naar de eredivisie (mits er niet al een hogere ploeg van dezelfde vereniging in de eredivisie speelt).
- De ploegen die als een-na-laatste (elfde) en laatste (twaalfde) eindigen degraderen rechtstreeks naar de tweede divisie.

## Eerste divisie A

### Teams
| Ploeg              | Plaats      | Provincie     |
| ------------------ | ----------- | ------------- |
| De Blinkert        | Haarlem     | Noord-Holland |
| Haka/E&O 2         | Emmen       | Drenthe       |
| Hurry-Up           | Zwartemeer  | Drenthe       |
| Jahn II            | Stadskanaal | Groningen     |
| Kolping            | Ouddorp     | Noord-Holland |
| Nijenrodes         | Breukelen   | Utrecht       |
| Olympia HGL        | Hengelo     | Overijssel    |
| Saturnus '72       | Ridderkerk  | Zuid-Holland  |
| Sparta Groningen   | Groningen   | Groningen     |
| Thrifty/Aalsmeer 2 | Aalsmeer    | Noord-Holland |
| UDSV               | Utrecht     | Utrecht       |
| Volendam           | Volendam    | Noord-Holland |

### Stand
| Pos | Club               | Wed | W  | G | V  | Ptn | DV  | DT  | +/−  | Opmerking                      |
| --- | ------------------ | --- | -- | - | -- | --- | --- | --- | ---- | ------------------------------ |
| 1   | Thrifty/Aalsmeer 2 | 22  | 18 | 1 | 3  | 37  | 514 | 410 | +104 |                                |
| 2   | Kolping            | 22  | 16 | 2 | 4  | 34  | 540 | 449 | +91  | Promotie naar eredivisie       |
| 3   | UDSV               | 22  | 15 | 3 | 4  | 33  | 513 | 430 | +83  |                                |
| 4   | Olympia HGL        | 22  | 15 | 1 | 6  | 31  | 484 | 443 | +41  |                                |
| 5   | Saturnus '72       | 22  | 11 | 1 | 10 | 23  | 506 | 482 | +24  |                                |
| 6   | Haka/E&O 2         | 22  | 11 | 1 | 10 | 23  | 498 | 485 | +13  |                                |
| 7   | Sparta Groningen   | 22  | 10 | 1 | 11 | 21  | 455 | 464 | -9   |                                |
| 8   | Volendam           | 22  | 9  | 2 | 11 | 20  | 440 | 460 | -20  |                                |
| 9   | De Blinkert        | 22  | 7  | 3 | 12 | 17  | 459 | 476 | −17  |                                |
| 10  | Hurry-Up           | 22  | 6  | 2 | 14 | 14  | 395 | 464 | −69  |                                |
| 11  | Nijenrodes         | 22  | 4  | 1 | 17 | 9   | 405 | 502 | −97  | Degradatie naar tweede divisie |
| 12  | Jahn II            | 22  | 1  | 0 | 21 | 2   | 426 | 570 | −144 | Degradatie naar tweede divisie |

## Eerste divisie B

### Teams
| Ploeg                  | Plaats      | Provincie     |
| ---------------------- | ----------- | ------------- |
| Bevo Heldia Combinatie | Panningen   | Limburg       |
| Caesar                 | Beek        | Limburg       |
| DES '72                | Papendrecht | Zuid-Holland  |
| EDH                    | Delft       | Zuid-Holland  |
| EMZ                    | Eindhoven   | Noord-Brabant |
| Groene Ster            | Zevenbergen | Noord-Brabant |
| Hermes                 | Den Haag    | Zuid-Holland  |
| Horn/Sittardia 2       | Sittard     | Limburg       |
| Loreal                 | Venlo       | Limburg       |
| NOAV                   | Susteren    | Limburg       |
| Van der Voort/Quintus  | Kwintsheul  | Zuid-Holland  |
| WIK                    | Vlaardingen | Zuid-Holland  |

### Stand
| Pos | Club                   | Wed | W  | G | V  | Ptn | DV  | DT  | +/−  | Opmerking                      |
| --- | ---------------------- | --- | -- | - | -- | --- | --- | --- | ---- | ------------------------------ |
| 1   | Bevo Heldia Combinatie | 22  | 21 | 1 | 0  | 43  | 437 | 318 | +119 | Promotie naar eredivisie       |
| 2   | Van der Voort/Quintus  | 22  | 16 | 3 | 3  | 35  | 470 | 387 | +83  |                                |
| 3   | Caesar                 | 22  | 11 | 5 | 6  | 27  | 451 | 405 | +46  |                                |
| 4   | EMZ                    | 22  | 12 | 1 | 9  | 25  | 402 | 384 | +18  |                                |
| 5   | EDH                    | 22  | 11 | 1 | 10 | 23  | 424 | 427 | -3   |                                |
| 6   | WIK                    | 22  | 10 | 1 | 11 | 21  | 460 | 472 | -12  |                                |
| 7   | DES '72                | 22  | 8  | 2 | 12 | 18  | 511 | 480 | +31  |                                |
| 8   | Horn/Sittardia 2       | 22  | 8  | 2 | 12 | 18  | 436 | 465 | -29  |                                |
| 9   | Groene Ster            | 22  | 8  | 1 | 13 | 17  | 434 | 452 | -18  |                                |
| 10  | NOAV                   | 22  | 8  | 0 | 14 | 16  | 414 | 465 | −51  |                                |
| 11  | Loreal                 | 22  | 7  | 0 | 15 | 14  | 400 | 434 | −34  | Degradatie naar tweede divisie |
| 12  | Hermes                 | 22  | 3  | 1 | 18 | 7   | 388 | 488 | −100 | Degradatie naar tweede divisie |